# Оліан (містечко, Нью-Йорк)
Оліан (англ. Olean) — місто (англ. town) в США, в окрузі Каттарогус штату Нью-Йорк. Населення — 1881 особа (2020).

## Демографія
Згідно з переписом 2010 року, у місті мешкали 1963 особи в 870 домогосподарствах у складі 566 родин. Було 945 помешкань
Расовий склад населення:
| - 96,8 % — білих - 1,1 % — чорних або афроамериканців - 1,0 % — азіатів - 0,2 % — корінних американців |

До двох чи більше рас належало 0,7 %. Частка іспаномовних становила 1,0 % від усіх жителів.
За віковим діапазоном населення розподілялося таким чином: 19,7 % — особи молодші 18 років, 63,1 % — особи у віці 18—64 років, 17,2 % — особи у віці 65 років та старші. Медіана віку мешканця становила 46,6 року. На 100 осіб жіночої статі у місті припадало 103,0 чоловіків; на 100 жінок у віці від 18 років та старших — 104,4 чоловіків також старших 18 років.
Середній дохід на одне домашнє господарство становив 69 930 доларів США (медіана — 52 431), а середній дохід на одну сім'ю — 82 238 доларів (медіана — 68 636). Медіана доходів становила 49 955 доларів для чоловіків та 43 750 доларів для жінок. За межею бідності перебувало 14,3 % осіб, у тому числі 22,5 % дітей у віці до 18 років та 0,0 % осіб у віці 65 років та старших.
Цивільне працевлаштоване населення становило 984 особи. Основні галузі зайнятості: освіта, охорона здоров'я та соціальна допомога — 27,4 %, виробництво — 16,3 %, мистецтво, розваги та відпочинок — 12,5 %, роздрібна торгівля — 11,7 %.